# Lista do Património Cultural Imaterial da Humanidade na Itália

A Organização das Nações Unidas para a Educação, a Ciência e a Cultura (UNESCO) propôs um plano de proteção ao patrimônio cultural do mundo, através da Convenção sobre o Patrimônio Cultural Imaterial da Humanidade, cujo processo de implementação teve início em 1997 e foi oficializado em 2003. Esta é uma lista do Patrimônio Cultural Imaterial existente na Itália, especificamente classificada pela UNESCO visando catalogar e proteger manifestações da cultura humana no país. A Itália ratificou a convenção em 30 de outubro de 2007, tornando suas manifestações culturais elegíveis para inclusão na lista.
A manifestação Cantu a tenore, canto pastoril sardenho foi a primeira manifestação cultural da Itália incluída na lista do Patrimônio Cultural Imaterial da UNESCO por ocasião da 3.ª Sessão do Comitê Intergovernamental para a Proteção do Patrimônio Cultural Imaterial da Humanidade, realizada em Istambul (Turquia) em 2008. Desde então, a Itália totaliza 15 elementos culturais classificados como Patrimônio Cultural Imaterial.

## Bens imateriais
A Itália conta atualmente com as seguintes manifestações declaradas como Patrimônio Cultural Imaterial pela UNESCO:
| | Cantu a tenore, canto pastoril sardenho |
| Bem imaterial inscrito em 2008. |                                         |
| O Cantu a tenore desenvolveu-se dentro da cultura pastoril da Sardenha. Representa uma forma de canto polifônico realizado por um grupo de quatro homens usando quatro vozes diferentes chamadas bassu, contra, boche e mesu boche. Uma de suas características é o timbre profundo e gutural das vozes bassu e contra. É realizado em pé em um círculo fechado. Os cantores solo cantam um pedaço de prosa ou um poema enquanto as outras vozes formam um coro de acompanhamento. A maioria dos praticantes vive na região de Barbagia e outras partes da Sardenha central. A sua arte de cantar está muito inserida no quotidiano das comunidades locais. Muitas vezes é realizado espontaneamente em bares locais chamados su zilleri, mas também em ocasiões mais formais, como casamentos, tosquia de ovelhas, festividades religiosas ou o carnaval do Barbaricino. (UNESCO/BPI) |                                         |

| | Opera dei Pupi: teatro de marionetes siciliano |
| Bem imaterial inscrito em 2008. |                                                |
| O teatro de marionetes conhecido como Opera dei Pupi surgiu na Sicília no início do século XIX e fez grande sucesso entre as classes trabalhadoras da ilha. Os marionetistas contavam histórias baseadas na literatura de cavalaria medieval e em outras fontes, como poemas italianos do Renascimento, vidas de santos e contos de bandidos notórios. Os diálogos nessas performances foram em grande parte improvisados pelos marionetistas. As duas principais escolas de marionetas sicilianas em Palermo e Catânia se distinguiam principalmente pelo tamanho e forma dos bonecos, as técnicas de operação e a variedade de cenários coloridos. (UNESCO/BPI) |                                                |

| | Fabricação tradicional de violinos em Cremona |
| Bem imaterial inscrito em 2012. |                                               |
| A fabricação de violinos cremonesa é altamente conhecida por seu processo tradicional de fabricação e restauração de violinos, violas, violoncelos e contrabaixos. Os fabricantes de violinos frequentam uma escola especializada, baseada numa estreita relação professor-aluno, antes de serem aprendizes numa oficina local, onde continuam a dominar e aperfeiçoar as suas técnicas – um processo sem fim. Cada fabricante de violinos constrói de três a seis instrumentos por ano, moldando e montando manualmente mais de 70 peças de madeira em torno de um molde interno, de acordo com as diferentes respostas acústicas de cada peça. Não há dois violinos iguais. Cada parte do instrumento é feita com uma madeira específica, cuidadosamente selecionada e naturalmente bem temperada. Não são utilizados materiais semi-industriais ou industriais. O artesanato exige um alto nível de criatividade: o artesão deve adaptar regras gerais e conhecimentos pessoais a cada instrumento. Os fabricantes de violinos cremoneses estão profundamente convencidos de que compartilhar seus conhecimentos é fundamental para o crescimento de seu artesanato, e o diálogo com os músicos é considerado essencial para entender suas necessidades. A fabricação tradicional de violinos é promovida por duas associações de fabricantes de violinos, Consorzio Liutai Antonio Stradivari e Associazione Liutaria Italiana, e é considerada fundamental para a identidade de Cremona, seus cidadãos, e desempenha um papel fundamental em sua vida social e cultural. práticas, rituais e eventos. (UNESCO/BPI) |                                               |

| | Dieta mediterrânica |
| Bem imaterial inscrito em 2013. |                     |
| Este bem é compartilhado com: Chipre, Croácia, Espanha, Grécia, Marrocos e Portugal. |                     |
| A dieta mediterrânea envolve um conjunto de habilidades, saberes, rituais, símbolos e tradições relativas às colheitas, colheita, pesca, pecuária, conservação, processamento, culinária e, principalmente, à partilha e consumo de alimentos. Comer juntos é a base da identidade cultural e da continuidade das comunidades em toda a bacia do Mediterrâneo. É um momento de troca e comunicação social, de afirmação e renovação da identidade familiar, grupal ou comunitária. A dieta mediterrânea enfatiza valores de hospitalidade, vizinhança, diálogo intercultural e criatividade, e um modo de vida guiado pelo respeito à diversidade. Desempenha um papel vital em espaços culturais, festas e celebrações, reunindo pessoas de todas as idades, condições e classes sociais. Inclui o artesanato e a produção de recipientes tradicionais para o transporte, conservação e consumo de alimentos, incluindo pratos e copos de cerâmica. As mulheres desempenham um papel importante na transmissão do conhecimento da dieta mediterrânica: salvaguardam as suas técnicas, respeitam os ritmos sazonais e os eventos festivos e transmitem os valores do elemento às novas gerações. Os mercados também desempenham um papel fundamental como espaços de cultivo e transmissão da dieta mediterrânea durante a prática diária de troca, acordo e respeito mútuo. (UNESCO/BPI) |                     |

| | Celebração de grandes estruturas processionais a ombro |
| Bem imaterial inscrito em 2013. |                                                        |
| Procissões católicas com grandes estruturas de procissão nos ombros ocorrem em toda a Itália, mas particularmente em quatro centros históricos da cidade: em Nola, uma procissão de oito obeliscos de madeira e papel machê comemora o retorno de São Paulo; em Palmi, os carregadores carregam uma complexa estrutura processional em honra de Nossa Senhora da Santa Carta; em Sassari, a Discesa dei Candelieri (Descida dos Castiçais) envolve o transporte votivo de obeliscos de madeira; e em Viterbo, a Macchina di Santa Rosa (Torre de Santa Rosa) comemora o santo padroeiro da cidade. A partilha coordenada e equitativa de tarefas num projeto comum é parte fundamental das celebrações, que unem as comunidades através da consolidação do respeito mútuo, da cooperação e do esforço conjunto. O diálogo entre os portadores que compartilham esse patrimônio cultural resulta também no desenvolvimento de uma rede de intercâmbio. As celebrações exigem o envolvimento de músicos e cantores, bem como artesãos qualificados que confeccionam as estruturas processional e criam as roupas e artefatos cerimoniais. As comunidades festivas contam com a transmissão informal dessas técnicas e conhecimentos para recriar as estruturas todos os anos, um processo que auxilia na continuidade cultural e reforça um forte senso de identidade. (UNESCO/BPI) |                                                        |

| | Prática agrícola tradicional de cultivo do "vite ad alberello" (vinhas do mato) da comunidade de Pantelleria |
| Bem imaterial inscrito em 2014. | |
| A prática tradicional de cultivar videiras de mato treinado (vite ad alberello) é transmitida através de gerações de viticultores e agricultores da ilha mediterrânea de Pantelleria. Cerca de 5.000 habitantes possuem um terreno, que cultivam usando métodos sustentáveis. A técnica consiste em várias fases. O terreno é preparado nivelando o solo e cavando uma cova para plantar a videira. O caule principal da videira é então cuidadosamente podado para produzir seis ramos, formando um arbusto com disposição radial. A cavidade é constantemente remodelada para garantir que a planta esteja crescendo no microclima certo. As uvas para vinho são colhidas manualmente durante um evento ritual a partir do final de julho. Os viticultores e agricultores de Pantelleria, machos e fêmeas, praticam vite ad alberello em condições climáticas adversas. O conhecimento e as habilidades dos portadores e praticantes são transmitidos nas famílias por meio de instrução oral e prática no dialeto local. Além disso, rituais e festas organizadas entre julho e setembro permitem que a comunidade local compartilhe essa prática social. Os povos de Pantelleria continuam a identificar-se com a cultura da vinha e esforçam-se por preservar esta prática. (UNESCO/BPI) | |

| | Arte do Pizzaiuolo napolitano |
| Bem imaterial inscrito em 2017. |                               |
| A arte do Pizzaiuolo napolitano é uma prática culinária que compreende quatro fases distintas relacionadas com a preparação da massa e a sua cozedura em forno de lenha, envolvendo um movimento rotativo do padeiro. O elemento tem origem em Nápoles, capital da região da Campânia, onde cerca de 3.000 Pizzaiuoli vivem e performam. Pizzaiuoli são um elo vivo para as comunidades envolvidas. Existem três categorias principais de portadores – o Mestre Pizzaiuolo, o Pizzaiuolo e o padeiro – assim como as famílias de Nápoles que reproduzem a arte em suas próprias casas. O elemento fomenta encontros sociais e trocas inter-geracionais, e assume um caráter espetacular, com o Pizzaiuolo no centro de sua bottega compartilhando sua arte. Todos os anos, a Associação dos Pizzaiuoli Napolitanos organiza cursos focados na história, instrumentos e técnicas da arte para continuar a garantir a sua viabilidade. O conhecimento técnico também é garantido em Nápoles por academias específicas, e os aprendizes podem aprender a arte em suas casas de família. No entanto, o conhecimento e as habilidades são transmitidos principalmente na bottega, onde os jovens aprendizes observam os mestres trabalhando, aprendendo todas as fases e elementos-chave do ofício. (UNESCO/BPI) |                               |

| | Conhecimentos e técnicas da arte de construir muros em pedra solta |
| Bem imaterial inscrito em 2013. |                                                                    |
| Este bem é compartilhado com: Chipre, Croácia, Eslovênia, Espanha, França, Grécia, e Suíça . |                                                                    |
| A arte de muros de pedra solta diz respeito ao saber fazer construções de pedra empilhando pedras umas sobre as outras, sem usar quaisquer outros materiais, exceto por vezes solo seco. As estruturas de pedra seca estão espalhadas pela maioria das áreas rurais – principalmente em terrenos íngremes – tanto dentro como fora dos espaços habitados, embora não sejam desconhecidas nas áreas urbanas. A estabilidade das estruturas é assegurada pela criteriosa seleção e colocação das pedras, e as estruturas de pedra seca moldaram inúmeras e diversas paisagens, formando vários modos de habitação, agricultura e pecuária. Tais estruturas testemunham os métodos e práticas utilizados pelos povos desde a pré-história até hoje para organizar seu espaço de vida e trabalho, otimizando os recursos naturais e humanos locais. Desempenham um papel vital na prevenção de deslizamentos de terra, inundações e avalanches, e no combate à erosão e desertificação da terra, aumentando a biodiversidade e criando condições microclimáticas adequadas para a agricultura. Os portadores e praticantes incluem as comunidades rurais onde o elemento está profundamente enraizado, bem como os profissionais da construção civil. As estruturas de pedra seca são sempre feitas em perfeita harmonia com o meio ambiente e a técnica exemplifica uma relação harmoniosa entre o ser humano e a natureza. A prática é transmitida principalmente através da aplicação prática adaptada às condições particulares de cada local. (UNESCO/BPI) |                                                                    |

| | Alpinismo |
| Bem imaterial inscrito em 2019. |           |
| Este bem é compartilhado com: França e Suíça . |           |
| Alpinismo é a arte de escalar cumes e paredes em altas montanhas, em todas as estações, em terreno rochoso ou gelado. Envolve habilidades físicas, técnicas e intelectuais, utilizando técnicas apropriadas, equipamentos e ferramentas altamente específicas, como machados e grampos. O alpinismo é uma prática física tradicional caracterizada por uma cultura compartilhada composta de conhecimento do ambiente de alta montanha, a história da prática e valores associados e habilidades específicas. O conhecimento sobre o ambiente natural, mudanças nas condições climáticas e perigos naturais também é essencial. O alpinismo também se baseia em aspectos estéticos: os alpinistas buscam movimentos elegantes de escalada, contemplação da paisagem e harmonia com o ambiente natural. A prática mobiliza princípios éticos a partir do compromisso de cada um, como não deixar vestígios duradouros e assumir o dever de prestar assistência entre os profissionais. Outra parte essencial da mentalidade alpinista é o senso de espírito de equipe, representado pela corda que conecta os alpinistas. A maioria dos membros da comunidade pertence a clubes alpinos, que espalham as práticas alpinas em todo o mundo. Os clubes organizam passeios em grupo, divulgam informações práticas e contribuem com diversas publicações, atuando como um motor da cultura alpinista. Desde o século 20, os clubes alpinos nos três países cultivaram relacionamentos por meio de frequentes reuniões bilaterais ou trilaterais em vários níveis. (UNESCO/BPI) |           |

| | Transumância, a condução sazonal de gado ao longo de rotas migratórias no Mediterrâneo e nos Alpes |
| Bem imaterial inscrito em 2019. | |
| Este bem é compartilhado com: Áustria e Grécia. | |
| A transumância, a condução sazonal de gado ao longo de rotas migratórias no Mediterrâneo e nos Alpes, é uma forma de pastoreio. Todos os anos, na estação de estações, entre duas regiões geográficas e no outono, do outono, do outono, com horários próximos aos seus grupos de pastores. Em muitos casos, as famílias dos pastores também viajam com o gado. Duas grandes transumância podem ser distinguidas: transumância horizontal, em regiões de tipo ou planalto; e transumância vertical, ficando em regiões montanhosas. A transumância molda como relações entre pessoas, animais e ecossistemas. Envolve rituais naturais e práticas sociais, cuidados e criação de animais, gestão de terras, recursos hídricos e tratamentos de desastres. Os métodos profundos têm conhecimento do ambiente, equilíbrio ecológico e mudanças ambientais, pois este meio está mudando os métodos de busca do ambiente e eficientes. Eles também possuem habilidades específicas para produção de todos os tipos de artesanato e alimentos desenvolvidos. As festividades durante a festa e o outono marcam o início e o fim da transumância, quando os contemplam e incorporam rituais, as mais importantes histórias de jovens à prática. Os pastores mais conhecidos transmitem a experiência das novas atividades. (UNESCO/BPI) | |

| | Celebração do Perdão Celestino |
| Bem imaterial inscrito em 2019. |                                |
| A celebração do Perdão Celestino foi inspirada pelo Papa Celestino V, que emitiu um histórico ‘Touro’ como um ato de parceria entre as populações locais. Realizada na cidade e província de Áquila, a tradição compreende um conjunto de rituais e celebrações transmitidos ininterruptamente desde 1294. A prática transmite um sentido de continuidade e identidade cultural para toda a comunidade. A 'Caminhada do Perdão' abre com o acendimento do "Fogo de Morrone" e sua descida, acompanhada por uma procissão à luz de velas. A procissão prossegue ao longo de um itinerário tradicional marcado pela iluminação de tripés em cada uma das vinte e três aldeias envolvidas, onde o autarca assina um pergaminho que relembra os valores simbólicos do Touro. O encontro comunitário termina no dia 23 de agosto em Áquila com a iluminação do último tripé. Tambores, clarins e porta-bandeiras animam e marcam o ritmo do Desfile, que envolve 1000 cidadãos vestidos com trajes tradicionais. Os participantes caminham ao lado das três personagens principais – a "Senhora do Touro", o "Jovem Senhor" e a "Senhora da Cruz" – simbolizando os valores tradicionais da celebração: hospitalidade, solidariedade e paz. Os significados e as práticas tradicionais do elemento são transmitidos por meio de contos contados em casa, nas escolas e nos locais de encontro da comunidade, e a participação constante da comunidade na celebração garantiu sua viabilidade ao longo do tempo. (UNESCO/BPI) |                                |